# Joseph Kleutgen
Joseph Kleutgen   (Dortmund, 9 d'abril de 1811 - Kaltern an der Weinstraße, 13 de gener de 1883) va ser un sacerdot i teòleg alemany del segle xix. Va ser un dels propagadors de la Constitució Dogmàtica Dei Filius del Concili Vaticà I.

## Biografia
Va estudiar teologia a Friburg, es va unir als jesuïtes. Més tard va traslladar-se a Roma, primer com a secretari adjunt (de 1843 a 1858), després com a secretari (de 1858 a 1862) de la Cúria General de l'Ordre. També va ser consultor de la Congregació de l'Índex .
Va ensenyar teologia dogmàtica a la Pontifícia Universitat Gregoriana, de la qual va ser prefecte en els anys 1878-79. En l'àmbit teològic va entrar en polèmica amb Georg Hermes, Anton Günther i Johann Baptist von Hirscher, a qui va acusar de kantisme, i es va establir com un dels principals representants del neotomisme del segle XIX.
Durant el Concili Vaticà I va contribuir a la redacció de la constitució De fide catholica, a la Dei Filius i se li atribueix el primer esborrany de l'encíclica Aeterni Patris del papa Lleó XIII (1879) dedicada al renaixement de la filosofia tomista.

## Obres
- Philosophie der Vorzeit, 2 vols., 1860-63; trad. it. 1866-68;
- Theologie der Vorzeit, 2a ed., 5 vols. , 1867-74;
- De ipso Deo, 1881, I vol. , l'únic publicat, de les Institutiones theologicae.